# Hotel Christopher

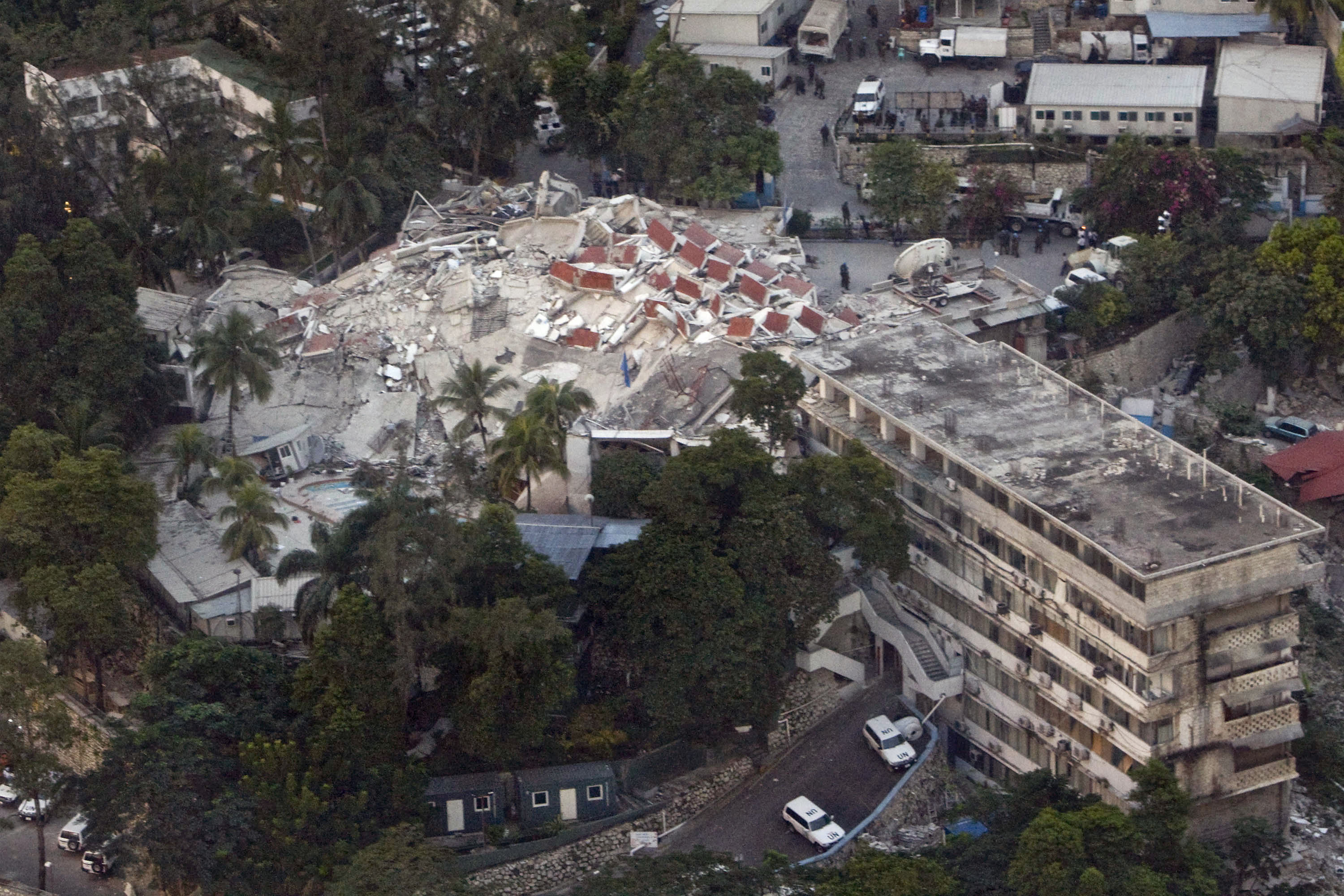
Hotel Christopher nach dem Erdbeben 2010

Das Hotel Christopher (Haitianisch-Kreolisch Otèl Christopher) war ein Hotel und Hauptquartier der Stabilisierungsmission der Vereinten Nationen in Port-au-Prince, Haiti.

## Geschichte
Das Hotel wurde in den 1960er Jahren im Stadtviertel Bourdon mit 74 Zimmern auf fünf Stockwerken errichtet. Es lag an einer Stichstraße, die von der Avenue John Brown abzweigt. Letztere führt als Route Départementale RD-101 vom Stadtzentrum Port-au-Prince zum höher gelegenen Vorort Pétionville und ist damit einer der Hauptverbindungswege in west-östlicher Richtung in der Metropolregion. Die Residenzen der Botschafter der Vereinigten Staaten und Frankreichs, der Amtssitz des haitianischen Premierministers (Primature) und das Hotel Montana liegen an der Straße, wobei die Primature nur knappe zwei Kilometer entfernt war.
Im Jahr 2005 kaufte der haitianische Arzt Gerard Desir, der es in New York (Vereinigte Staaten) auf zweifelhafte Weise zu erheblichem Wohlstand gebracht hatte, das Hotel Christopher. Er vermietete es für eine Jahresmiete von 1,14 Millionen U.S. Dollar an die Vereinten Nationen, die günstig gelegenen Büroraum für das Hauptquartier der Stabilisierungsmission MINUSTAH benötigten. Im Jahr 2009, ein Jahr vor dem Einsturz des Gebäudes bei dem Erdbeben des Jahres 2010 und vier Jahre nach der Anmietung, stellten Experten der Vereinten Nationen fest, dass das Hotel nicht den Mindeststandards der VN für Betriebssicherheit (MOSS) entsprach. Sie veranschlagten 400.000 Dollar, um das Gebäude angemessen zu ertüchtigen.
Am 12. Januar 2010 fand zum Zeitpunkt des Erdbebens in dem im Souterrain gelegenen Sitzungssaal des MINUSTAH-Hauptquartiers eine Besprechung mit einer Delegation aus der (an der Mission beteiligten) VR China unter Leitung des Sonderbeauftragten des VN-Generalsekretärs für Haiti und Leiter der MINUSTAH, Hédi Annabi, statt. Alle Teilnehmer wurden verschüttet und die meisten von ihnen fanden den Tod.
Insgesamt zählten die Vereinten Nationen im Hotel Christopher 102 Todesopfer. Darunter waren die Deutschen Kai Buchholz (persönlicher Referent von Hédi Annabi), Jan Olaf Hausotter (politischer Referent) und Nicole Valenta (Best Practices Referentin).
VN-Generalsekretär Ban Ki-moon besuchte wenige Tage nach dem Erdbeben die Ruinen des Hotels.
Das Hotel Christopher war auch 14 Jahre nach dem Zusammenbruch nicht wieder aufgebaut.